# 鈴木浩之 (競輪選手)
鈴木 浩之（すずき ひろゆき、1955年11月29日 - ）は、岐阜県を登録地としていた元競輪選手で、現在は岐阜県北方町町議会議員（無所属）。日本競輪学校（当時。以下、競輪学校）第37期生。
なお、競輪学校第59期生に同姓同名の競輪選手が存在するが、別人である。

## 来歴
1976年5月27日、名古屋競輪場でデビューし、初勝利を挙げた。
1998年12月22日選手登録削除。通算戦績1924戦131勝。
2007年、9月23日に執行された岐阜県北方町議会議員選挙で初当選。
2011年、9月18日に執行された同選挙で2度目の当選を果たした。2025年4月時点で、5期目を務めている。